# Constantino Teixeira
Constantino dos Santos Teixeira (fallecido en 1988) fue un político y guerrillero de Guinea-Bisáu.

## Carrera
Teixeira fue miembro del Partido Africano para la Independencia de Guinea y Cabo Verde (PAIGC) y combatió durante la Guerra de Independencia contra Portugal hasta 1974, siendo uno de los comandantes en el "frente sur" en la frontera con Guinea.
Fue nombrado ministro del Interior en la Guinea-Bisáu independiente. Tras la muerte del general Francisco Mendes en un accidente automovilístico el 7 de julio de 1978, lo sucedió temporalmente como Primer ministro, antes de que pasara el cargo el 28 de septiembre de 1978 a João Bernardo Vieira.
Falleció en 1988 en la ciudad de Bisáu.